# شهرستان تونگوان
شهرستان تونگوان (به لاتین: Tongguan County) یک شهرستان‌های جمهوری خلق چین در چین است که در واینان واقع شده‌است.
 شهرستان تونگوان ۵۲۶ کیلومتر مربع مساحت و ۱۵۰٬۰۰۰ نفر جمعیت دارد.